# هماق
الهَمَّاق هو جنس طائر يضم ثمانية أنواع. ينتمي إلى فصيلة مختلفة عن طائر السمان أو السمنية، ولكنه يحمل بعض التشابه السطحي معهم. ينتشر هذا الجنس في أستراليا وغينيا الجديدة في مجموعة متنوعة من الموائل التي تُراوح من الغابات المطيرة إلى الصحاري.